# Gran Premio motociclistico d'Olanda 2014
Il Gran Premio motociclistico d'Olanda 2014 è stato l'ottava prova del motomondiale del 2014.
Le gare si sono svolte, come da tradizione per questo GP, il sabato, vedendo le vittorie di: Marc Márquez in MotoGP, Anthony West in Moto2 e Álex Márquez in Moto3.

## MotoGP
Gara in parte condizionata da una situazione meteorologica variabile, con partenza ritardata a causa dell'inizio della pioggia e cambio di moto per i piloti nei primi giri. Nonostante l'imprevedibilità delle condizioni climatiche, Marc Márquez si conferma per l'ottava volta di fila, in otto gare sin qui disputate, davanti a tutti, pertanto grazie a questa ennesima vittoria stagionale sale a 200 punti, con un vantaggio di 72 punti nei confronti di Dani Pedrosa e Valentino Rossi, entrambi secondi in campionato a quota 128, finiti rispettivamente 3º e 5º, con Rossi che parte dalla pit lane in quanto si era schierato con gomme da asciutto con pista ancora bagnata.
Secondo sul podio Andrea Dovizioso con la Ducati Desmosedici, con Aleix Espargaró primo pilota con motocicletta con specifiche Open (la Forward Yamaha del team NGM Forward Racing), che dopo aver ottenuto venerdì la sua prima pole position in carriera nel motomondiale, resta in lotta per il gradino più basso del podio fino alle ultime tornate di gara, chiudendo al quarto posto.
Soltanto tredicesimo posto per Jorge Lorenzo, mentre Danilo Petrucci, rientrante in questa gara dopo che aveva saltato gli ultimi quattro GP per infortunio, realizza subito un piazzamento a punti con il 15º posto.

### Arrivati al traguardo
| Pos. | Nº | Pilota           | Squadra                   | Motocicletta       | Giri | Tempo           | Griglia | Punti |
| ---- | -- | ---------------- | ------------------------- | ------------------ | ---- | --------------- | ------- | ----- |
| 1º   | 93 | Marc Márquez     | Repsol Honda              | Honda RC213V       | 26   | 43min 29s 954ms | 2º      | 25    |
| 2º   | 4  | Andrea Dovizioso | Ducati Team               | Ducati Desmosedici | 26   | +6.714          | 7º      | 20    |
| 3º   | 26 | Daniel Pedrosa   | Repsol Honda              | Honda RC213V       | 26   | +10.791         | 3º      | 16    |
| 4º   | 41 | Aleix Espargaró  | NGM Forward Racing        | Forward Yamaha     | 26   | +19.199         | 1º      | 13    |
| 5º   | 46 | Valentino Rossi  | Movistar Yamaha           | Yamaha YZR-M1      | 26   | +25.813         | 12º     | 11    |
| 6º   | 29 | Andrea Iannone   | Pramac Racing             | Ducati Desmosedici | 26   | +29.003         | 4º      | 10    |
| 7º   | 19 | Álvaro Bautista  | Go&Fun Honda Gresini      | Honda RC213V       | 26   | +30.882         | 10º     | 9     |
| 8º   | 38 | Bradley Smith    | Monster Yamaha Tech 3     | Yamaha YZR-M1      | 26   | +30.985         | 6º      | 8     |
| 9º   | 35 | Cal Crutchlow    | Ducati Team               | Ducati Desmosedici | 26   | +44.031         | 5º      | 7     |
| 10º  | 6  | Stefan Bradl     | LCR Honda                 | Honda RC213V       | 26   | +48.662         | 8º      | 6     |
| 11º  | 23 | Broc Parkes      | Paul Bird Motorsport      | PBM                | 26   | +51.863         | 19º     | 5     |
| 12º  | 45 | Scott Redding    | Go&Fun Honda Gresini      | Honda RCV1000R     | 26   | +1'00.329       | 16º     | 4     |
| 13º  | 99 | Jorge Lorenzo    | Movistar Yamaha           | Yamaha YZR-M1      | 26   | +1'04.641       | 9º      | 3     |
| 14º  | 17 | Karel Abraham    | Cardion AB Motoracing     | Honda RCV1000R     | 26   | +1'05.980       | 13º     | 2     |
| 15º  | 9  | Danilo Petrucci  | Octo IodaRacing           | ART                | 26   | +1'17.611       | 17º     | 1     |
| 16º  | 7  | Hiroshi Aoyama   | Drive M7 Aspar            | Honda RCV1000R     | 26   | +1'19.753       | 14º     |       |
| 17º  | 69 | Nicky Hayden     | Drive M7 Aspar            | Honda RCV1000R     | 26   | +1'27.630       | 22º     |       |
| 18º  | 8  | Héctor Barberá   | Avintia Racing            | Avintia GP14       | 26   | +1'28.142       | 20º     |       |
| 19º  | 68 | Yonny Hernández  | Energy T.I. Pramac Racing | Ducati Desmosedici | 25   | +1 giro         | 15º     |       |
| 20º  | 63 | Mike Di Meglio   | Avintia Racing            | Avintia GP14       | 25   | +1 giro         | 23º     |       |
| 21º  | 70 | Michael Laverty  | Paul Bird Motorsport      | PBM                | 25   | +1 giro         | 21º     |       |
| 22º  | 5  | Colin Edwards    | NGM Forward Racing        | Forward Yamaha     | 23   | +3 giri         | 18º     |       |

### Ritirato
| Nº | Pilota        | Squadra               | Motocicletta  | Giri | Griglia |
| -- | ------------- | --------------------- | ------------- | ---- | ------- |
| 44 | Pol Espargaró | Monster Yamaha Tech 3 | Yamaha YZR-M1 | 18   | 11º     |

## Moto2
Dopo la gara della classe Moto3, svoltasi in condizioni di pista asciutta, nelle fasi di schieramento dei piloti nella griglia di partenza della gara di questa classe, iniziano i primi fenomeni di precipitazione, obbligando la direzione a ritardare la partenza per poi dichiarare gara con pista bagnata. In queste altalenanti condizioni climatiche è il pilota australiano Anthony West, alla guida della Speed Up SF14 del team QMMF Racing, a vincere la gara, tornando in questo modo sul gradino più alto del podio a 11 anni esatti di distanza (era il 28 giugno 2003) dalla sua prima vittoria nel motomondiale, ottenuta proprio al GP d'Olanda del 2003 nella classe 250, sempre in situazione di pista bagnata. Completano il podio lo spagnolo Maverick Viñales al secondo posto e Mika Kallio al terzo. Soltanto tredicesimo posto per Simone Corsi, caduto a 13 giri dal termine e poi rialzatosi, quando si trovava in testa alla corsa con oltre dieci secondi di vantaggio proprio su West.
La situazione in classifica mondiale vede il leader Esteve Rabat con 157 punti, autore della pole position ma solo ottavo in gara, perdere 8 punti dal principale rivale, il compagno di squadra Kallio nel team Marc VDS Racing, secondo con 131 punti. 

### Arrivati al traguardo
| Pos. | Nº | Pilota              | Squadra                    | Motocicletta       | Giri | Tempo           | Griglia | Punti |
| ---- | -- | ------------------- | -------------------------- | ------------------ | ---- | --------------- | ------- | ----- |
| 1º   | 95 | Anthony West        | QMMF Racing                | Speed Up SF14      | 24   | 46min 02s 089ms | 23º     | 25    |
| 2º   | 40 | Maverick Viñales    | Paginas Amarillas HP 40    | Kalex Moto2        | 24   | +0.318          | 8º      | 20    |
| 3º   | 36 | Mika Kallio         | Marc VDS Racing            | Kalex Moto2        | 24   | +0.743          | 4º      | 16    |
| 4º   | 5  | Johann Zarco        | AirAsia Caterham           | Caterham Suter     | 24   | +7.300          | 7º      | 13    |
| 5º   | 15 | Alex De Angelis     | Tasca Racing               | Suter MMX2         | 24   | +11.253         | 19º     | 11    |
| 6º   | 12 | Thomas Lüthi        | Interwetten Paddock        | Suter MMX2         | 24   | +14.932         | 17º     | 10    |
| 7º   | 60 | Julián Simón        | Italtrans Racing           | Kalex Moto2        | 24   | +17.658         | 11º     | 9     |
| 8º   | 53 | Esteve Rabat        | Marc VDS Racing            | Kalex Moto2        | 24   | +20.177         | 1º      | 8     |
| 9º   | 7  | Lorenzo Baldassarri | Gresini Moto2              | Suter MMX2         | 24   | +25.260         | 25º     | 7     |
| 10º  | 55 | Hafizh Syahrin      | Petronas Raceline Malaysia | Kalex Moto2        | 24   | +50.761         | 28º     | 6     |
| 11º  | 8  | Gino Rea            | AGT Rea Racing             | Suter MMX2         | 24   | +51.526         | 33º     | 5     |
| 12º  | 23 | Marcel Schrötter    | Tech 3                     | Tech 3 Mistral 610 | 24   | +51.692         | 16º     | 4     |
| 13º  | 3  | Simone Corsi        | NGM Forward Racing         | Kalex Moto2        | 24   | +57.108         | 6º      | 3     |
| 14º  | 30 | Takaaki Nakagami    | Idemitsu Honda Team Asia   | Kalex Moto2        | 24   | +1'06.613       | 5º      | 2     |
| 15º  | 39 | Luis Salom          | Paginas Amarillas HP 40    | Kalex Moto2        | 24   | +1'15.500       | 15º     | 1     |
| 16º  | 88 | Ricard Cardús       | Tech 3                     | Tech 3 Mistral 610 | 24   | +1'17.239       | 9º      |       |
| 17º  | 54 | Mattia Pasini       | NGM Forward Racing         | Kalex Moto2        | 24   | +1'17.528       | 12º     |       |
| 18º  | 2  | Josh Herrin         | AirAsia Caterham           | Caterham Suter     | 24   | +1'42.178       | 27º     |       |
| 19º  | 97 | Román Ramos         | QMMF Racing                | Speed Up SF14      | 24   | +1'48.124       | 32º     |       |
| 20º  | 45 | Tetsuta Nagashima   | Teluru Team JiR Webike     | TSR                | 23   | +1 giro         | 30º     |       |
| 21º  | 77 | Dominique Aegerter  | Technomag carXpert         | Suter MMX2         | 23   | +1 giro         | 2º      |       |
| 22º  | 18 | Nicolás Terol       | Mapfre Aspar               | Suter MMX2         | 23   | +1 giro         | 24º     |       |
| 23º  | 94 | Jonas Folger        | AGR Team                   | Kalex Moto2        | 22   | +2 giri         | 21º     |       |
| 24º  | 21 | Franco Morbidelli   | Italtrans Racing           | Kalex Moto2        | 22   | +2 giri         | 13º     |       |
| 25º  | 19 | Xavier Siméon       | Federal Oil Gresini        | Suter MMX2         | 22   | +2 giri         | 10º     |       |
| 26º  | 81 | Jordi Torres        | Mapfre Aspar               | Suter MMX2         | 22   | +2 giri         | 20º     |       |
| 27º  | 70 | Robin Mulhauser     | Technomag carXpert         | Suter MMX2         | 22   | +2 giri         | 31º     |       |
| 28º  | 96 | Louis Rossi         | SAG Team                   | Kalex Moto2        | 21   | +3 giri         | 22º     |       |
| 29º  | 10 | Thitipong Warokorn  | APH PTT The Pizza SAG      | Kalex Moto2        | 20   | +4 giri         | 34º     |       |

### Ritirati
| Nº | Pilota             | Squadra                  | Motocicletta  | Giri | Griglia |
| -- | ------------------ | ------------------------ | ------------- | ---- | ------- |
| 11 | Sandro Cortese     | Dynavolt Intact GP       | Kalex Moto2   | 18   | 14º     |
| 4  | Randy Krummenacher | Octo IodaRacing          | Suter MMX2    | 12   | 26º     |
| 22 | Sam Lowes          | Speed Up                 | Speed Up SF14 | 8    | 3º      |
| 49 | Axel Pons          | AGR Team                 | Kalex Moto2   | 7    | 18º     |
| 25 | Azlan Shah         | Idemitsu Honda Team Asia | Kalex Moto2   | 3    | 29º     |

## Moto3
La prima gara della giornata, unica corsa su pista totalmente asciutta, vede vincere lo spagnolo Álex Márquez con la Honda NSF250R, che bissa il successo del precedente GP di Catalogna, realizzando così la sua seconda affermazione consecutiva, terza totale della sua carriera nel motomondiale. Secondo sulla linea del traguardo il compagno di squadra di Márquez, Álex Rins, con il team Estrella Galicia 0,0 che realizza in questo modo una doppietta. Terzo si posiziona Miguel Oliveira, con il pilota portoghese, al primo podio stagionale (quarto totale della sua carriera nel motomondiale), che porta per la prima volta in questo campionato la Mahindra MGP3O sul palco di premiazione (per la casa costruttrice indiana si tratta del secondo podio della sua storia nel motomondiale).
Stante questi risultati, un pilota dotato di motocicletta KTM non ottiene un posizionamento tale da consentirgli di salire sul podio, la casa austriaca era salita sul palco di premiazione continuativamente almeno con un suo pilota per 37 gare consecutive in questa classe, dal GP di Catalogna del 2012 fino alla gara precedente a questa.
Primo pilota alla guida della KTM RC 250 GP risulta Niccolò Antonelli quinto, che torna a realizzare punti dopo sei gare senza racimolarne, con Francesco Bagnaia, compagno di Fenati nello SKY Racing Team VR46, costretto a rinunciare a correre la gara a causa di un infortunio rimediato in una caduta nel warm up.
La situazione nella classifica piloti, considerato il ritiro del leader Jack Miller e il 18º posto di Romano Fenati, vede Márquez raggiungere Fenati al secondo posto in graduatoria con 110 punti, entrambi staccati di soli 7 punti da Miller, con Rins quarto a 107 punti (meno dieci dal vertice).

### Arrivati al traguardo
| Pos. | Nº | Pilota              | Squadra                | Motocicletta        | Giri | Tempo           | Griglia | Punti |
| ---- | -- | ------------------- | ---------------------- | ------------------- | ---- | --------------- | ------- | ----- |
| 1º   | 12 | Álex Márquez        | Estrella Galicia 0,0   | Honda NSF250R       | 22   | 38min 07s 648ms | 2º      | 25    |
| 2º   | 42 | Álex Rins           | Estrella Galicia 0,0   | Honda NSF250R       | 22   | +2.960          | 6º      | 20    |
| 3º   | 44 | Miguel Oliveira     | Mahindra Racing        | Mahindra MGP3O      | 22   | +3.644          | 13º     | 16    |
| 4º   | 10 | Alexis Masbou       | Ongetta-Rivacold       | Honda NSF250R       | 22   | +16.350         | 4º      | 13    |
| 5º   | 23 | Niccolò Antonelli   | Junior Team Go&Fun     | KTM RC 250 GP       | 22   | +16.466         | 5º      | 11    |
| 6º   | 7  | Efrén Vázquez       | SaxoPrint-RTG          | Honda NSF250R       | 22   | +16.487         | 15º     | 10    |
| 7º   | 32 | Isaac Viñales       | Calvo Team             | KTM RC 250 GP       | 22   | +16.531         | 7º      | 9     |
| 8º   | 52 | Danny Kent          | Red Bull Husqvarna Ajo | Husqvarna FR 250 GP | 22   | +16.559         | 11º     | 8     |
| 9º   | 41 | Brad Binder         | Ambrogio Racing        | Mahindra MGP3O      | 22   | +16.643         | 16º     | 7     |
| 10º  | 17 | John McPhee         | SaxoPrint-RTG          | Honda NSF250R       | 22   | +16.686         | 10º     | 6     |
| 11º  | 84 | Jakub Kornfeil      | Calvo Team             | KTM RC 250 GP       | 22   | +23.232         | 14º     | 5     |
| 12º  | 13 | Jasper Iwema        | KRP Abbink Racing      | FTR KTM             | 22   | +24.824         | 17º     | 4     |
| 13º  | 3  | Matteo Ferrari      | San Carlo Team Italia  | Mahindra MGP3O      | 22   | +25.693         | 23º     | 3     |
| 14º  | 63 | Zulfahmi Khairuddin | Ongetta-AirAsia        | Honda NSF250R       | 22   | +25.710         | 26º     | 2     |
| 15º  | 65 | Philipp Öttl        | Interwetten Paddock    | Kalex KTM           | 22   | +25.774         | 24º     | 1     |
| 16º  | 51 | Bryan Schouten      | CIP                    | Mahindra MGP3O      | 22   | +25.921         | 28º     |       |
| 17º  | 55 | Andrea Locatelli    | San Carlo Team Italia  | Mahindra MGP3O      | 22   | +26.310         | 21º     |       |
| 18º  | 5  | Romano Fenati       | SKY Racing Team VR46   | KTM RC 250 GP       | 22   | +29.338         | 9º      |       |
| 19º  | 57 | Eric Granado        | Calvo Team             | KTM RC 250 GP       | 22   | +32.585         | 25º     |       |
| 20º  | 9  | Scott Deroue        | RW Racing GP           | Kalex KTM           | 22   | +38.766         | 20º     |       |
| 21º  | 61 | Arthur Sissis       | Mahindra Racing        | Mahindra MGP3O      | 22   | +46.930         | 18º     |       |
| 22º  | 95 | Jules Danilo        | Ambrogio Racing        | Mahindra MGP3O      | 22   | +47.117         | 31º     |       |
| 23º  | 71 | Thomas van Leeuwen  | 71Workx.com Racing     | Kalex KTM           | 22   | +49.062         | 33º     |       |
| 24ª  | 22 | Ana Carrasco        | RW Racing GP           | Kalex KTM           | 22   | +52.269         | 32ª     |       |
| 25º  | 11 | Livio Loi           | Marc VDS Racing        | Kalex KTM           | 22   | +52.359         | 29º     |       |
| 26º  | 19 | Alessandro Tonucci  | CIP                    | Mahindra MGP3O      | 22   | +1'10.604       | 27º     |       |
| 27º  | 4  | Gabriel Ramos       | Kiefer Racing          | Kalex KTM           | 22   | +1'19.403       | 34º     |       |
| 28º  | 43 | Luca Grünwald       | Kiefer Racing          | Kalex KTM           | 22   | +1'48.719       | 30º     |       |
| 29º  | 38 | Hafiq Azmi          | SIC-AJO                | KTM RC 250 GP       | 21   | +1 giro         | 22º     |       |

### Ritirati
| Nº | Pilota           | Squadra                   | Motocicletta        | Giri | Griglia |
| -- | ---------------- | ------------------------- | ------------------- | ---- | ------- |
| 58 | Juanfran Guevara | Mapfre Aspar              | Kalex KTM           | 21   | 19º     |
| 98 | Karel Hanika     | Red Bull KTM Ajo          | KTM RC 250 GP       | 17   | 8º      |
| 31 | Niklas Ajo       | Avant Tecno Husqvarna Ajo | Husqvarna FR 250 GP | 6    | 3º      |
| 8  | Jack Miller      | Red Bull KTM Ajo          | KTM RC 250 GP       | 1    | 1º      |
| 33 | Enea Bastianini  | Junior Team Go&Fun        | KTM RC 250 GP       | 0    | 12º     |

### Non partito
| Nº | Pilota            | Squadra              | Motocicletta  |
| -- | ----------------- | -------------------- | ------------- |
| 21 | Francesco Bagnaia | SKY Racing Team VR46 | KTM RC 250 GP |